# Neuburg Peak
Neuburg Peak är en bergstopp i Antarktis. Den ligger i Västantarktis. Argentina och Storbritannien gör anspråk på området. Toppen på Neuburg Peak är 1 840 meter över havet.
Terrängen runt Neuburg Peak är varierad. Trakten är obefolkad. Det finns inga samhällen i närheten. 